# Chandela

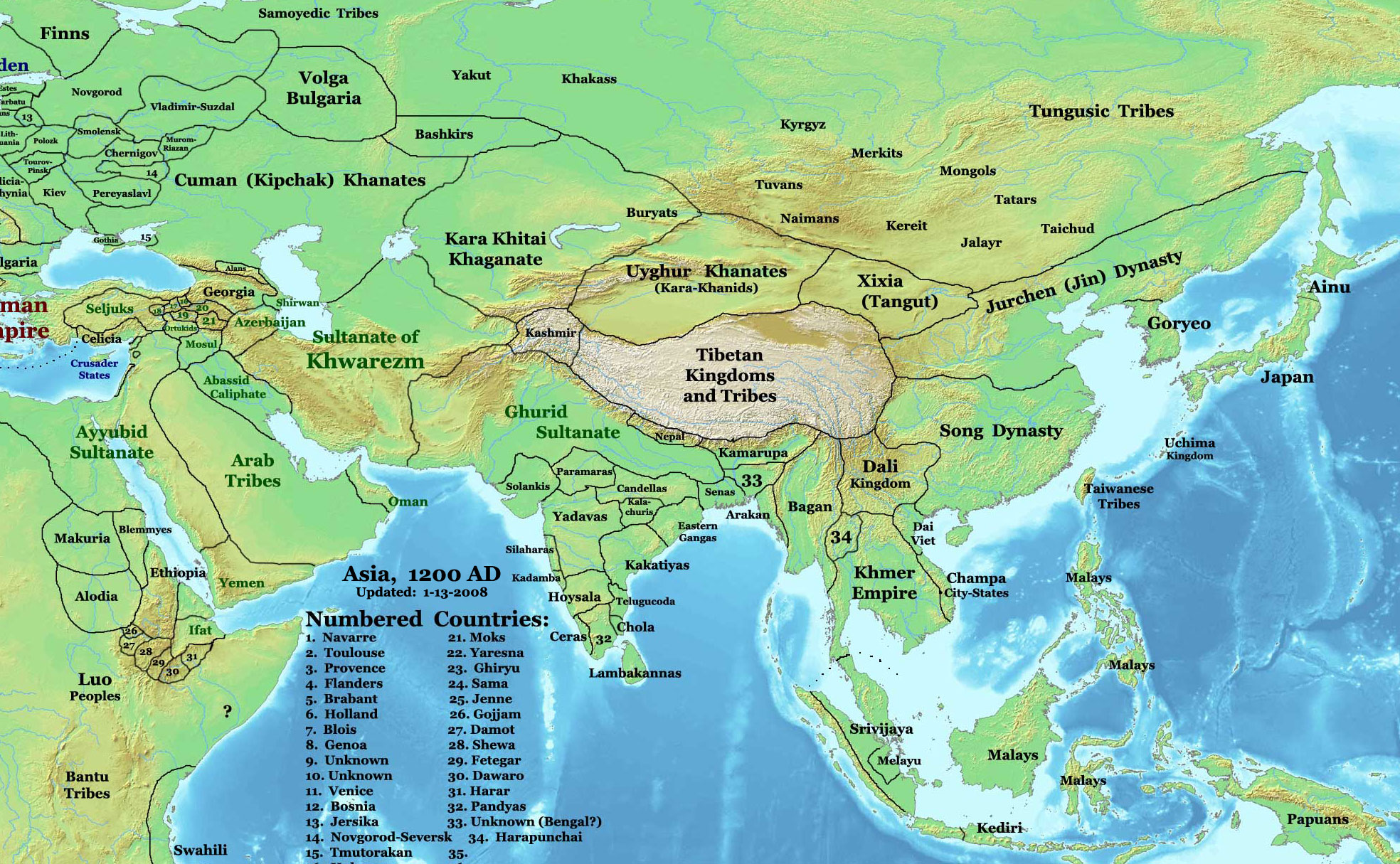
L'Asie en 1200. Les "frontières" sont données à titre indicatif, ce sont des zones au tracé variable chaque année, à la saison des conflits.

Les Chandela sont un clan rajpoute que l'on rencontre durant le Moyen Âge indien, au Rajasthan, au Haryana et en Uttar Pradesh ; ils ont formé une dynastie qui a régné sur une grande partie du Bundelkhand (alors appelée Jejakabhukti), région du centre de l'Inde, et ce pendant de longues périodes du Xe au XIIIe siècle.
Au IXe siècle les Chandelas ont d'abord gouverné comme feudataires des Gurjara-Pratiharas de Kanyakubja (Kannauj). Au Xe siècle le chef Chandela Yashovarman est devenu pratiquement indépendant, bien qu'il ait continué à reconnaître la suzeraineté Pratihara. À l'époque de son successeur Dhanga, les Chandelas sont devenus une puissance souveraine. Leur pouvoir a monté et diminué pendant qu'ils étaient en lutte avec les dynasties voisines, particulièrement les Paramaras de Malwa et les Kalachuris de Tripuri (en). À partir du  XIe siècle, les Chandelas ont fait face aux raids des dynasties musulmanes du Nord, dont les Ghaznévides et les Ghorides. Le pouvoir des Chandela s'est, de fait, achevé vers le début du XIIIe siècle, à la suite des invasions des Chahamana de Shakambhari (en) et des Ghorides.
Les Chandela sont célèbres dans l'histoire de l'Inde du fait notamment du roi Vidyadhar, qui repoussa les attaques de Mahmoud de Ghazni. Son intérêt porté à la sculpture se retrouve dans les temples de Khajuraho, leur première capitale, et du fort de Kalinjar, qui appartiennent au patrimoine mondial. Leur capitale s'est déplacée à Mahoba. 

## Histoire

### Premiers dirigeants
Les Chandelas étaient à l'origine des vassaux des Gurjara-Pratihâras. Nannuka (r. v. 831-845), fondateur de la dynastie, était le souverain d'un petit royaume centré autour de Khajuraho.
Selon les inscriptions Chandela, le successeur de Nannuka, Vakpati (r. v. 845-865), aurait vaincu plusieurs ennemis. Les fils de Vakpati, Jayashakti (Jeja) et Vijayashakti (Vija) — règnes autour de 865 - 885 — ont consolidé la puissance des Chandelas. Selon une inscription de Mahoba, le territoire des Chandelas a été appelé "Jejakabhukti" après le règne de Jayashakti. Le successeur de Vijayashakti, Rahila (r. v. 885-905), est crédité de plusieurs victoires militaires dans des inscriptions élogieuses. Le fils de Rahila, Harsha (v. 905-925), a joué un rôle important dans la restauration du pouvoir du roi Pratihâra Mahipala, peut-être après une invasion des Rashtrakutas ou après le conflit de Mahiapala avec son beau-frère Bhoja II.

### La période de rayonnement

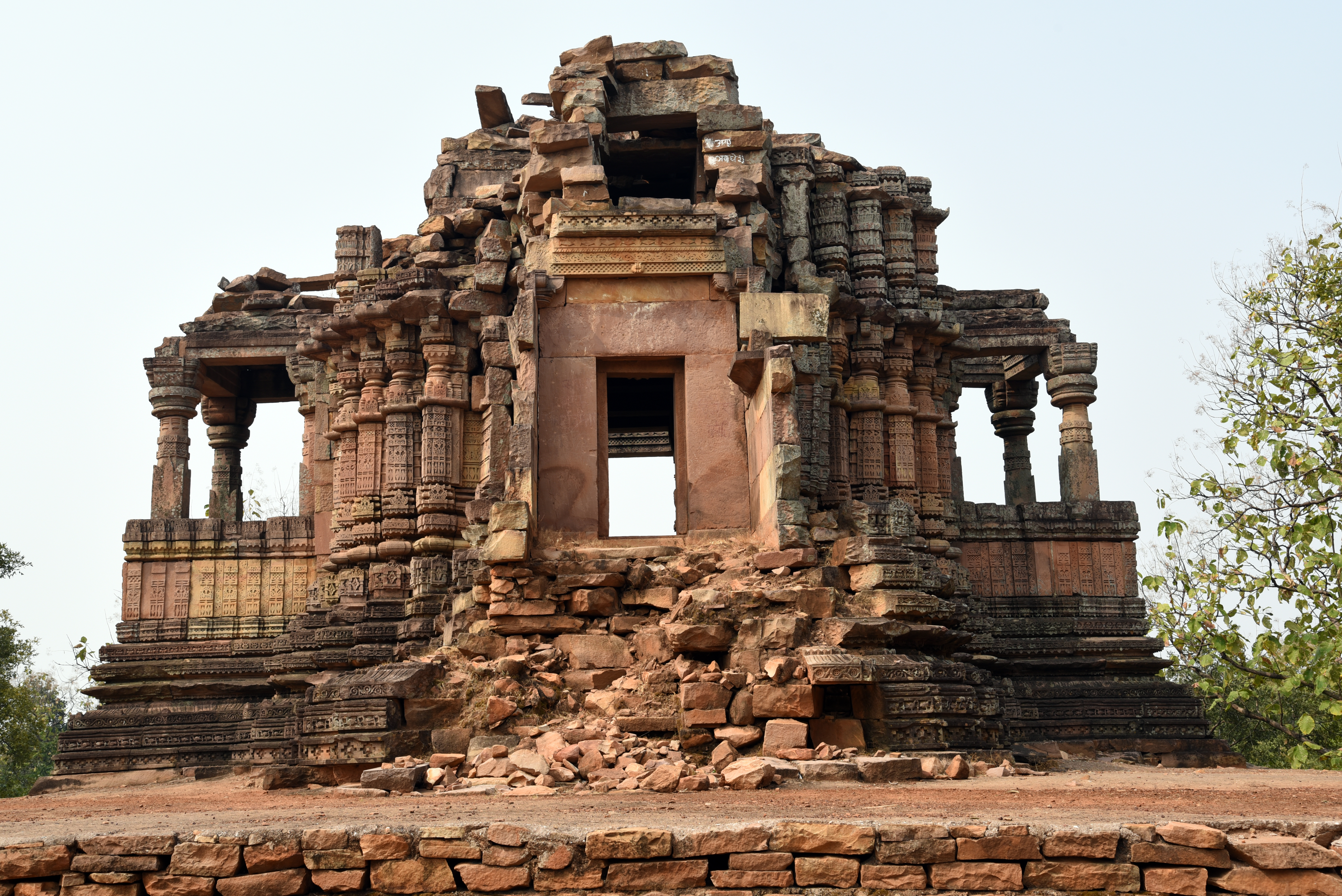
Temple à 4 faces d'Ajaigarh dans le style Chandela, Xe siècle.

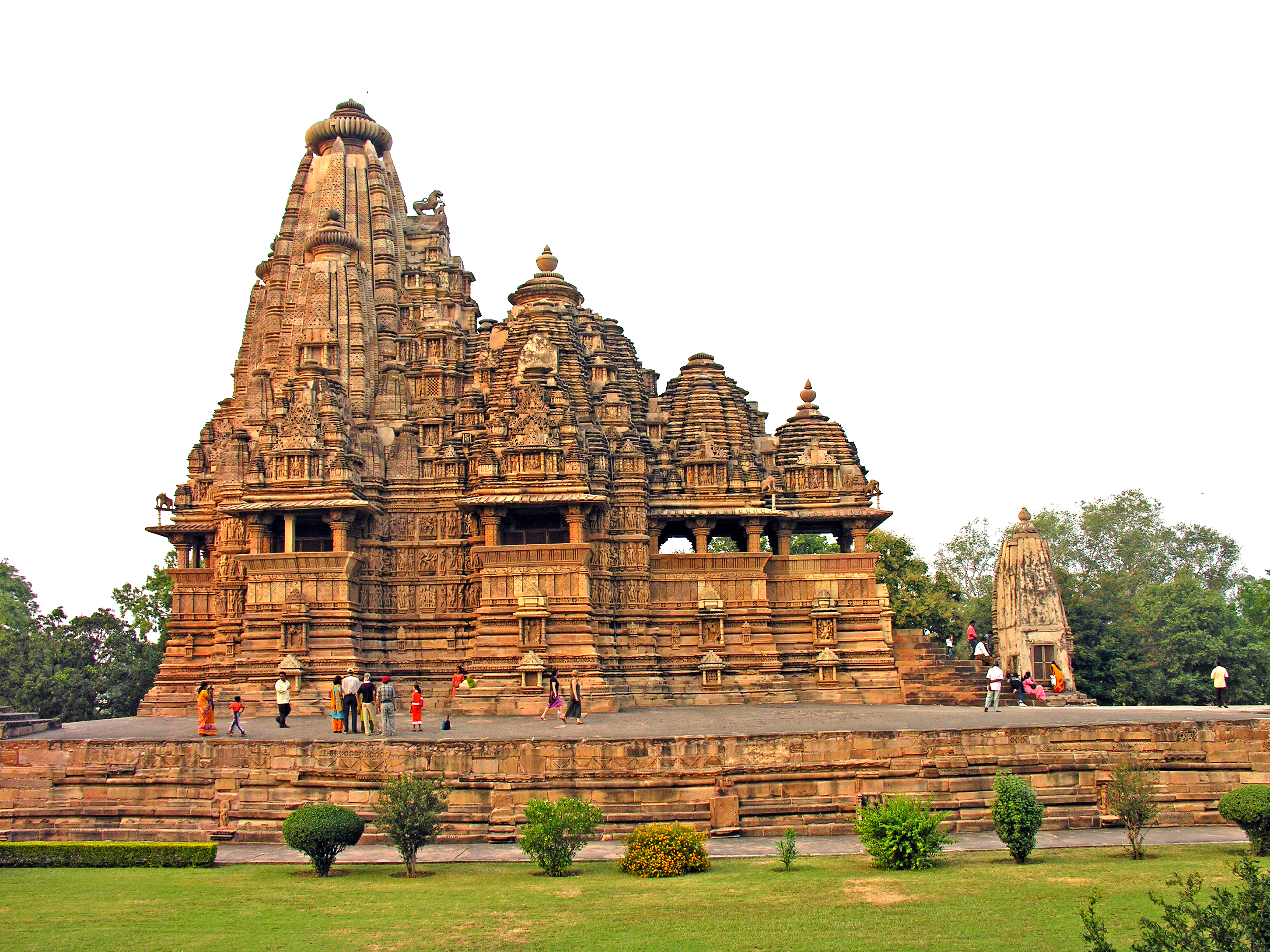
Le grand temple de Visvanatha, côté Sud. Avant 1002. Khajurâho

Le fils de Harsha, Yashovarman (r. vers 925-950), continua à reconnaître la suzeraineté des Pratiharas, mais devint pratiquement indépendant. Il prit l'importante forteresse de Kalanjara. Une inscription de Khajuraho de 953-954 lui attribue plusieurs autres succès militaires, y compris contre les chefs de Gauḍa (identifié comme des Palas), les Khasas (du nord de l'Inde), le royaume de Chedi (les Kalachuris de Tripuri (en)), le royaume des Kosalas, situé au sud des Chandelas, (peut-être les Somavamshis, rois d'Odisha), les Mithila (peut-être un royaume tribal), le royaume de Malwa (identifié à la dynastie Paramara), le royaume Kuru (au nord des Chandellas), les royaumes du Cachemire et du Gujarat. Ces allégations semblent exagérées, comme des revendications similaires de conquêtes étendues dans le nord de l'Inde qui se trouvent également dans les archives des autres rois contemporains tels que le roi Kalachuri Yuva-Raja et le roi Rashtrakuta Krishna III. Le règne de Yashovarman marque le début de l'art et de l'architecture de l'ère Chandela. Il est le commanditaire du temple de Lakshmana à Khajuraho.
Contrairement aux inscriptions Chandela précédentes, les références au successeur de Yashovarman, Dhanga (v. 950-999), ne mentionnent aucun seigneur Pratihara. Cela pourrait indiquer que Dhanga a officiellement établi la pleine souveraineté Chandela. Une inscription de Khajuraho affirme que les rois du Kosala, du Kratha (une partie de la région de Vidarbha), du Kuntala et du Sinhala ont écouté avec humilité les ordres des officiers de Dhanga. Le texte prétend également que les épouses des rois d'Andhra, Anga, Kanchi et Raḍha ont été retenues dans ses prisons à la suite de ses succès militaires. Tout cela ressemble à des exagérations élogieuses dues à un poète de cour, mais suggèrent aussi que Dhanga a bien entrepris des campagnes militaires de grande ampleur. Comme son prédécesseur, Dhanga a également fait bâtir un temple magnifique à Khajuraho. Ce serait le temple de Vishvanatha.
Le successeur de Dhanga, Ganda (r. v. 999-1002), semble avoir conservé le territoire dont il a hérité . Son fils, Vidyadhara  (r. v. 1003-1035), tua, ensuite, le roi Pratihara de Kannauj (probablement Rajyapala) pour avoir fui sa capitale au lieu de combattre l'envahisseur Ghaznévide, Mahmud de Ghazni. Lequel Mahmoud a ensuite envahi le royaume de Vidyadhara. Selon les envahisseurs musulmans, ce conflit a pris fin lorsque Vidyadhara a rendu hommage à Mahmud . Une inscription mentionne Vidyadhara en tant que commanditaire du temple de Kandariya Mahadeva.
L'art et l'architecture des Chandelas ont atteint leur zénith pendant cette période. Le temple de Lakshmana (vers 930-950), le temple de Vishvanatha (vers 999-1002) et le temple de Kandariya Mahadeva (vers 1030) ont été construits pendant les règnes de Yashovarman, Dhanga et Vidyadhara respectivement. Ces temples de style Nagara sont représentatifs du style le plus développé à Khajuraho

### Premier déclin
À la fin du règne de Vidyadhara, les invasions ghaznévides avaient affaibli le royaume Chandela. Le roi Kalachuri de Tripuri, Gangeya-deva  (r. 1015-1041), en a profité pour conquérir les parties orientales du royaume. Les inscriptions Chandela énoncent que le successeur de Vidyadhara Vijayapala (v. 1035-1050) a vaincu Gangeya dans une bataille. Cependant, la puissance Chandela a commencé à décliner pendant le règne de Vijayapala. Les Kachchhapaghatas de Gwalior ont probablement cessé de prêter leur allégeance aux Chandelas pendant cette période.
Le fils aîné de Vijayapala Devavavarman (r. v. 1050-1060) a été vaincu par le fils de Gangeya, Lakshmi-Karna (r. 1041-1173 ). Son plus jeune frère, Kirttivarman (r. v. 1060–1100), a restauré le pouvoir des Chandelas en battant Lakshmi-Karna. Le fils de Kirtivarman, Sallakshanavarman (r. v. 1100–1110), a eu quelques succès militaires contre les Paramaras et les Kalachuris, peut-être en effectuant des raids sur leurs territoires. Une inscription de Mau suggère qu'il a également mené des campagnes victorieuses dans la région d'Antarvedi (le doab de Ganga-Yamuna). Son fils, Jayavarman  (r. v. 1110–1120), était de tempérament religieux. Lassé de l'exercice du pouvoir, il a abdiqué .
Jayavarman semble être mort sans héritier, puisqu'il a été remplacé par son oncle, Prithvivarman (r. v. 1120–1128), le fils cadet de Kirttivarman. Les inscriptions Chandela ne lui attribuent aucune action militaire. Il semble qu'il soit concentré sur le maintien des territoires existants sans adopter une politique expansionniste agressive.

### Période de renaissance
Au moment où le fils de Prithvivarman, Madanavarman (r. v. 1128-1165), monta sur le trône, les royaumes voisins Kalachuri de Tripuri et Paramara, Rajput, avaient été affaiblis par des invasions ennemies. Madanavarman en a profité pour vaincre le roi Kalachuri, Gaya-Karna, et probablement annexer la partie nord de la région du Baghelkhand. Cependant, les Chandelas ont perdu ce territoire avec le successeur de Gaya-Karna, Narasimha. Madanavarman a également occupé un territoire sur les frontières occidentales du royaume de Paramara, autour de Bhilsa (Vidisha). Cela est probablement arrivé pendant le règne du roi Paramara, Yashovarman (r. v. 1133-1142) ou celui de son fils, Jayavarman (r. v. 1142-1143 ). Une fois de plus, les Chandelas ne pouvaient conserver le territoire nouvellement annexé bien longtemps, et la région a été reprise par le fils de Yashovarman, Lakshmivarman.
Jayasimha Siddharaja (r. v. 1092–1142), le roi Chalaukya du Gujarat, a également envahi le territoire de Paramara, situé entre les royaumes Chandela et Chalaukya. Cela le mit en conflit avec Madanavarman. Le résultat de ce conflit semble avoir été peu concluant, car les archives des deux royaumes revendiquent la victoire. Une inscription de Kalanjara suggère que Madanavarman a défait Jayasimha. D'autre part, les diverses chroniques du Gujarat affirment que Jayasimha a vaincu Madanavarman ou en a obtenu un tribut. Madanavarman entretenait des relations amicales avec ses voisins du Nord, les Gahadavalas.
Le fils de Madanavarman, Yashovarman II, n'a pas régné, ou n'a régné qu'un temps très court. Le petit-fils de Madanavarman Paramardi-deva a été le dernier roi puissant des Chandelas.

### Ultime déclin
Paramardi (r. v. 1165-1203) monta très tôt sur le trône Chandela. Alors que les premières années de son règne étaient pacifiques, autour de 1182-1183, le roi du Chahamana, Prithviraj Chauhan (r. v. 1178–1192 ), a envahi le royaume Chandela. Selon les ballades légendaires médiévales, l'armée de Prithviraj aurait perdu son chemin après une attaque surprise par les forces turques et, inconsciemment, il aurait fait dresser son camp devant la capitale Chandela, Mahoba. Cela conduisit à un conflit bref entre les Chandelas et les Chauhans, avant que Prithviraj ne partit pour Delhi. Quelque temps plus tard, Prithviraj envahit le royaume Chandela et fit le sac de Mahoba. Paramardi se réfugia lâchement dans le fort de Kalanjara. Les forces Chandela, conduites par Alha, Udal et d'autres généraux, ont été vaincues dans cette bataille. Selon les différentes ballades, Paramardi se serait suicidé de honte ou se serait retiré à Gaya.
Le raid sur Mahoba de Prithviraj Chauhan est corroboré par ses inscriptions en pierre à Madanpur. Cependant, il existe plusieurs cas d'inexactitudes historiques dans les légendes transmises par les ballades. Par exemple, on sait que Paramardi ne s'est pas retiré ou n'est pas décédé immédiatement après la victoire de Chauhan. Il a restauré le pouvoir Chandela et a gouverné en tant que souverain jusqu'à environ 1202-1203, quand le Sultanat de Delhi a envahi le royaume Chandela. Selon le Taj-ul-Maasir, une chronique du Sultanat de Delhi, Paramardi se rendit au Sultan de Delhi. Il a promis, alors, de rendre hommage au sultan, mais il est mort avant de pouvoir tenir cette promesse. Son administration (divan) aurait offert quelque résistance aux forces d'invasion, mais fut finalement vaincue. L'historien Firishta du XVIe siècle affirme que Paramardi aurait été assassiné par son propre ministre, qui était en désaccord avec la décision du roi de se rendre aux forces de Delhi.
Le pouvoir  Chandela n'a pas complètement récupéré après sa défaite contre le Sultanat de Delhi. Paramardi a été remplacé par Trailokyavarman, Viravarman et Bhojavarman. Le roi suivant, Hammiravarman (r. v. 1288-1311) n'a pas utilisé le titre de Maharajadhiraja, ce qui indique que le roi Chandela avait un statut inférieur à cette époque. Le pouvoir Chandela a continué à décliner tout autant en raison de l'influence musulmane montante, que la montée d'autres dynasties locales, telles que les Bundelâs, Baghelas et les Khangars.
Hammiravarman a été suivi par Viravarman II, dont les titres n'indiquent pas un haut statut politique. Une branche mineure de la famille a continué à gouverner avec Kalanjara: ce souverain a été tué par l'armée de Sher Shah Suri en 1545. Une autre branche mineure a régné à Mahoba : une de ses princesses a été mariée dans la famille royale des Gonds de Mandla (une population Adivasi d'Inde centrale). Quelques autres familles princières ont également revendiqué la descendance Chandela.